# MSC Euribia
MSC Euribia è una nave da crociera costruita presso i Chantiers de l'Atlantique di Saint-Nazaire, Francia, per la compagnia di navigazione MSC Crociere.
Si tratta della seconda nave della flotta MSC Crociere (dopo MSC World Europa) ad essere alimentata a gas naturale liquefatto (GNL).

## Storia
La cerimonia inaugurale della nave si è tenuta al porto di Copenaghen l'8 giugno 2023 alla presenza di Sophia Loren in veste di madrina. Il nome deriva dall'antica dea Euribia che imbrigliava i venti, il tempo e le costellazioni per dominare i mari.

## Caratteristiche
La nave è caratterizzata da una particolare livrea lungo tutte le fiancate, creata dall'artista Alex Flämig e intitolata #savethesea, che rappresenta un messaggio di dedizione all'ecosistema marino. Il design è stato selezionato tramite un concorso indetto nell'ottobre 2021.
La nave dispone di 5 piscine che sono in grado di ospitare oltre 1.000 persone.
La Main Pool si estende per 1.700 m² e garantisce circa 10 m² di spazio pubblico per ospite.

## Impegno ambientale
L'alimentazione dei 4 motori Wärtsilä Dual Fuel avviene principalmente con GNL: questo carburante elimina virtualmente gli ossidi di zolfo (SOx) e il particolato e riduce gli ossidi di azoto (NOx) del 85%, riducendo inoltre le emissioni di gas serra fino al 20%.
L'eliminazione di SOx dal carburante significa che EGCS (scrubbers) non è più richiesto.
La riduzione dell'impatto ambientale della nave avviene anche tramite una serie di innovazioni e accorgimenti:
- lo scafo della nave (la parte sotto l'acqua) è rivestito con vernice speciale per ridurre la crescita di organismi, così da diminuire la resistenza aerodinamica mantenendo l'efficienza in acqua;
- tutte le acque reflue a bordo confluiscono al sistema di trattamento delle acque, così da non permettere all'acqua di lasciare la nave senza che abbia subito uno specifico trattamento di pulizia con standard molto elevati. Ciò evita che organismi oceanici estranei vengano trasportati da una zona oceanica ad un'altra, il che potrebbe minacciare gli ecosistemi locali;
- tutti i materiali di scarto raccolti vengono differenziati per separare gli elementi destinati al riciclo; contemporaneamente MSC si è impegnata a ridurre o sostituire gli articoli in plastica monouso;
- sono state implementate delle misure per il risparmio energetico, per massimizzare l'efficienza del riscaldamento, della ventilazione e dell’aria condizionata "smart"[2].

## Navi gemelle
- MSC Grandiosa
- MSC Virtuosa